# Televisão na Suécia
A televisão na Suécia começou em 1954 com as primeiras transmissões de testes, antes da abertura da primeira estação, a Radiotjänst, dois anos depois. Um segundo canal foi lançado em 1969. A televisão comercial chegou na década de 1980 através da televisão a cabo e em 1992 foi lançado o primeiro canal comercial terrestre do país.
O desligamento do serviço analógico PAL na Suécia começou em 19 de setembro de 2005 e foi concluído em 15 de outubro de 2007.
Normalmente, o conteúdo não-sueco mantém a trilha sonora do idioma original enquanto é legendado em sueco. Isso inclui entrevistas estrangeiras inseridas em programas de notícias e revistas, bem como o boletim de notícias finlandês da SVT (Uutiset). Por outro lado, as respostas da entrevista dadas em sueco ao público em boletins de notícias finlandeses ou sami são legendadas na língua principal do respectivo boletim. A programação não sueca destinada a crianças é, no entanto, normalmente apelidada de sueca. Independentemente do público-alvo, alguns programas recebem um título sueco, que é usado em programações.
Muitos dos canais que segmentam a Suécia não estão realmente transmitindo da Suécia, mas de outros países (principalmente do Reino Unido). Isso é feito para evitar a Lei Sueca de Radiodifusão, que restringe fortemente a publicidade.
Além dos canais listados abaixo, os espectadores próximos à fronteira com a Noruega, Dinamarca ou Finlândia podem receber canais desses respectivos países como resultado do transbordamento de sinal e alguns pacotes de assinatura via satélite oferecem alguns canais desses países.

## História
As primeiras transmissões de televisão experimentais na Suécia foram lançadas em 29 de outubro de 1954, no Royal Institute of Technology, em Estocolmo. Antes disso, alguns suecos podiam assistir televisão originária de outros países, notadamente a Dinamarca, onde as transmissões de televisão três vezes por semana pela emissora de serviço público Statsradiofonien (agora Danmarks Radio) haviam começado em 1951.
O lançamento oficial da televisão na Suécia ocorreu em 4 de setembro de 1956, quando o serviço de televisão Radiotjänst foi lançado no transmissor Nacka de alta potência. O serviço foi financiado por uma taxa de licenciamento sem publicidade e foi operado pela Radiotjänst, que também era responsável pelas duas redes de rádio do país. As transmissões diárias começaram em 1957 e a Radiotjänst foi renomeada como Sveriges Radio. O primeiro programa de telejornal na Suécia, Aktuellt, foi transmitido em 2 de setembro de 1958 e continua até hoje na SVT2.
Um segundo canal foi discutido ao longo dos anos 60. Por fim, foi decidido que um segundo canal seria lançado e que teria o mesmo modelo de negócios do primeiro canal. A TV2, como o novo canal foi chamado, foi lançada em 5 de dezembro de 1969 e o primeiro canal foi posteriormente renomeado como TV1. Ambos os canais foram operados pela Sverige Radio e financiados por taxas de licenciamento.
As transmissões em cores começaram nos anos 1960, mas foram lançadas oficialmente em abril de 1970. As transmissões experimentais para a televisão regional começaram em 1970, com noticiários regionais na Scania. Outros serviços de notícias regionais foram introduzidos com a região da capital de Estocolmo, a última a receber seu próprio serviço em 1987. A Rádio Sveriges foi reorganizada e dividida em várias novas empresas em 1979, uma das quais, a Sveriges Television, passou a ser totalmente responsável pela radiodifusão televisiva.
A televisão a cabo começou a se tornar comum nos anos 80. Neste momento, as empresas de cabo também começaram a retransmitir canais internacionais de satélite. O primeiro canal de satélite sueco foi o TV3, que começou em dezembro de 1987. Dois outros canais de satélite foram o Nordic Channel (mais tarde conhecido como Kanal 5), que começou em 1989 e o TV4, lançado em 1990. A chegada dos canais comerciais via satélite fomentou um debate sobre a permissão de publicidade em serviços terrestres. Eventualmente, foi decidido que um canal comercial seria autorizado a transmitir terrestre. A TV4 ganhou os direitos de transmissão terrestre durante o Outono de 1991 e subsequentemente lançada em Março de 1992.
Outros canais a cabo disponíveis para receber na Suécia na época incluíam FilmNet (1985), TV1000 (1989), ZTV (1991), TV21 (1993), TV6 (1994), TV8 (1997) e Viasat Sport (1999).
A Suécia foi um dos primeiros países do mundo a lançar a televisão digital terrestre em abril de 1999. A chegada da televisão digital no país fez com que o número de canais de televisão se multiplicasse. O primeiro canal de televisão de alta definição destinado aos países nórdicos foi o C More HD, lançado em 2005. A SVT e a TV4 realizaram suas primeiras transmissões de alta definição em 2006.

## Empresas de mídia
Quatro empresas de mídia dominam o mercado de televisão sueco:
- Sveriges Television, proprietária de SVT1, SVT2, SVT24, Barnkanalen e Kunskapskanalen
- TV4 Group, que é dono da TV4, Sjuan, TV12, TV4 Fakta, TV4, TV4 Sport, TV4 Guld, TV4 Komedi, TV4 Fakta XL e o pacote C More.
- Modern Times Group, que possui TV3, TV6, TV8, TV10, o pacote Viasat Sport, o pacote Viasat Film e alguns canais de documentários.
- A Discovery Networks Sweden, proprietária do Kanal 5, Kanal 9, Kanal 11, as versões suecas do Eurosport 1 e Eurosport 2 e os canais Discovery.

Audiência dos canais em 2014

## Audiência dos Canais

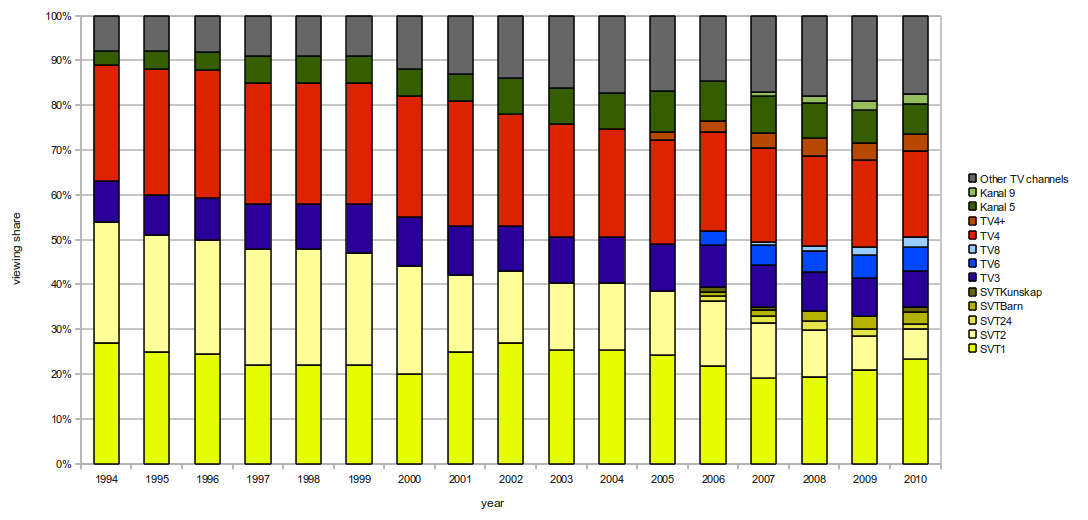
Visualizando ações na Suécia 1994-2010

Os cinco maiores canais de audiência foram SVT1, SVT2, TV3, TV4 e Kanal 5 desde a década de 1990, com a SVT1 e a TV4 atraindo os maiores públicos. Em 2006, os canais que não eram os de maior audiência eram TV4 Plus, TV6, Eurosport, Discovery Channel e MTV. Nunca houve mais do que três canais nacionais na rede analógica terrestre: SVT1 (de 1956), SVT2 (de 1969) e TV4 (de 1992).
Canais de televisão suecos listados por sua parcela de visualização 1998-2011.
|                                | 1998 | 1999 | 2000 | 2001 | 2002 | 2003 | 2004 | 2005 | 2006 | 2007 | 2008 | 2009 | 2010 | 2011 | 2012 | 2013 | 2014 | 2015 |
| ------------------------------ | ---- | ---- | ---- | ---- | ---- | ---- | ---- | ---- | ---- | ---- | ---- | ---- | ---- | ---- | ---- | ---- | ---- | ---- |
| SVT1                           | 22   | 22   | 20   | 27   | 27   | 25   | 25   | 24.2 | 21.8 | 19.0 | 19.2 | 21.0 | 23.2 | 22.9 | 24.3 | 23.3 | 22.4 | 24.3 |
| SVT2                           | 26   | 25   | 24   | 17   | 16   | 15   | 15   | 14.3 | 14.5 | 12.5 | 10.5 | 7.5  | 6.9  | 6.7  | 6.7  | 6.9  | 7.2  | 6.9  |
| TV3                            | 10   | 11   | 11   | 11   | 10   | 10   | 10   | 10.5 | 9.4  | 9.3  | 8.8  | 8.4  | 8.1  | 7.2  | 6.4  | 6.2  | 7.2  | 5.0  |
| TV4                            | 27   | 27   | 27   | 28   | 25   | 25   | 24   | 23.2 | 22.2 | 21.2 | 20.1 | 19.4 | 19.2 | 19.6 | 18.9 | 20.1 | 20.0 | 20.2 |
| Kanal 5                        | 6    | 6    | 6    | 6    | 8    | 8    | 8    | 9.2  | 8.8  | 8.2  | 8.0  | 7.2  | 6.8  | 6.5  | 6.1  | 5.9  | 5.4  | 5.2  |
| ZTV/TV6                        | 0.7  | 1.3  | 1.6  | 1.4  | 1.4  | 1.5  | 1.8  | 2.3  | 3.2  | 4.5  | 4.7  | 5.2  | 5.2  | 4.8  | 4.1  | 4.4  | 4.1  | 3.8  |
| Eurosport (1)                  | 1.6  | 1.5  | 1.7  | 1.6  | 1.4  | 1.7  | 1.9  | 1.6  | 1.6  | 1.4  | 0.9  | 0.9  | 0.6  | 0.6  | 0.6  | 0.5  | 0.4  | 0.5  |
| MTV                            | 0.8  | 0.8  | 0.7  | 0.7  | 0.9  | 0.7  | 0.8  | 0.9  | 1.1  | 1.1  | 1.2  | 0.9  | 0.8  | 0.5  | 0.4  | 0.4  | 0.4  | 0.3  |
| Discovery                      | 0.3  | 0.2  | 0.4  | 0.5  | 0.8  | 0.9  | 1.3  | 1.9  | 1.7  | 1.9  | 1.7  | 1.8  | 1.2  | 1.2  | 1.3  | 1.4  | 1.2  | 1.0  |
| TV6/Viasat Nature/Action/Crime | 0.9  | 0.5  | 0.5  | 0.5  | 0.5  | 0.3  | 0.4  | 0.3  | 0.3  | 0.4  | 0.4  | 0.3  | 0.2  | 0.2  | 0.2  | 0.2  | 0.1  | 0.1  |
| Cartoon Network                | 0.3  | 0.5  | 0.5  | 0.4  | 0.5  | 0.7  | 0.3  | 0.6  | 0.6  | 0.5  | 0.5  | 0.4  | 0.5  | 0.5  | 0.5  | 0.4  | 0.5  | 0.5  |
| Canal+                         | 0.2  | 0.3  | 0.2  | 0.3  | 0.7  | 0.7  | 0.7  | 0.4  | 0.2  |      |      |      |      |      |      |      |      |      |
| TV8                            |      | 0.0  | 0.1  | 0.1  | 0.1  | 0.1  | 0.1  | 0.1  | 0.3  | 0.6  | 1.0  | 1.8  | 2.4  | 2.8  | 3.3  | 3.1  | 3.0  | 3.0  |
| Animal Planet                  |      |      | 0.0  | 0.1  | 0.1  | 0.3  | 0.4  | 0.4  | 0.6  | 0.6  | 0.6  | 0.6  | 0.6  | 0.4  | 0.4  | 0.3  | 0.3  | 0.3  |
| National Geographic            |      |      | 0.0  | 0.1  | 0.1  | 0.1  | 0.1  | 0.1  | 0.1  | 0.2  | 0.2  | 0.2  | 0.2  | 0.3  | 0.2  | 0.2  | 0.4  | 0.4  |
| Nickelodeon                    |      |      |      | 0.0  | 0.3  | 0.3  | 0.3  | 0.4  | 0.8  | 0.6  | 0.9  | 0.9  | 0.9  | 0.7  | 0.7  | 0.6  | 0.5  | 0.4  |
| SVT24                          |      |      |      |      | 0.1  | 0.3  | 0.3  | 0.5  | 1.0  | 1.4  | 1.9  | 1.5  | 1.0  | 0.8  | 0.7  | 0.6  | 0.6  | 0.4  |
| TV4 Plus/Sjuan                 |      |      |      |      |      | 0.6  | 1.3  | 1.8  | 2.4  | 3.3  | 3.9  | 4.0  | 3.7  | 4.0  | 4.3  | 4.5  | 4.6  | 4.6  |
| Discovery Mix                  |      |      |      |      |      | 0.8  | 0.8  | 0.3  | 0.3  | 0.2  |      |      |      |      |      |      |      |      |
| Disney Channel                 |      |      |      |      |      | 0.4  | 0.6  | 0.8  | 1.0  | 1.3  | 1.3  | 1.0  | 0.8  | 0.8  | 0.8  | 0.9  | 0.9  | 0.6  |
| TV400/TV11/Kanal 11            |      |      |      |      |      | 0.0  | 0.0  | 0.2  | 0.4  | 0.6  | 0.6  | 0.6  | 0.5  | 1.1  | 1.1  | 0.5  | 1.0  | 1.1  |
| TLC                            |      |      |      |      |      | 0.0  | 0.0  | 0.0  | 0.0  | 0.1  | 0.1  | 0.1  | 0.1  | 0.4  | 0.3  | 0.4  | 0.5  | 0.7  |
| SVTB                           |      |      |      |      |      |      | 0.3  | 0.4  | 0.7  | 1.5  | 2.3  | 3.0  | 2.8  | 3.4  | 3.8  | 3.5  | 3.4  | 3.4  |
| TV4 Sport                      |      |      |      |      |      |      |      | 0.0  | 0.1  | 0.3  | 1.1  | 1.4  | 1.3  | 1.4  | 1.4  | 1.5  | 0.5  | 0.1  |
| TV4 Film                       |      |      |      |      |      |      |      | 0.3  | 0.5  | 0.8  | 0.9  | 0.9  | 0.8  | 0.7  | 0.7  | 0.7  | 0.7  | 0.6  |
| TV4 Fakta                      |      |      |      |      |      |      |      | 0.1  | 0.4  | 0.7  | 0.7  | 1.1  | 1.2  | 1.1  | 0.9  | 1.0  | 0.9  | 1.1  |
| Kunskapskanalen                |      |      |      |      |      |      |      | 0.1  | 0.3  | 0.4  |      |      | 1.0  | 0.9  | 1.0  | 0.9  | 1.0  | 1.0  |
| Disney Junior                  |      |      |      |      |      |      |      |      | 0.0  | 0.2  | 0.2  | 0.4  | 0.4  | 0.4  | 0.4  | 0.4  | 0.4  | 0.4  |
| Kanal 9                        |      |      |      |      |      |      |      |      |      | 0.9  | 1.6  | 2.0  | 2.2  | 2.2  | 2.1  | 2.0  | 2.0  | 2.1  |
| TV4 Guld                       |      |      |      |      |      |      |      |      |      | 0.2  | 0.3  | 0.4  | 0.4  | 0.5  | 0.4  | 0.6  | 0.7  | 0.9  |
| TV10                           |      |      |      |      |      |      |      |      |      |      |      |      | 0.3  | 0.8  | 0.9  | 1.0  | 1.3  | 1.3  |
| Disney XD                      |      |      |      |      |      |      |      |      |      |      |      |      | 0.4  | 0.3  | 0.5  | 0.4  | 0.4  | 0.3  |
| TV12                           |      |      |      |      |      |      |      |      |      |      |      |      |      |      |      |      | 1.6  | 1.8  |
| Fox                            |      |      |      |      |      |      |      |      |      |      |      |      |      |      |      |      | 0.7  | 0.9  |
| Investigation Discovery        |      |      |      |      |      |      |      |      |      |      |      |      |      |      |      |      |      | 0.5  |